# FC 로코모티바 코시체
FC 로코모티바 코시체(슬로바키아어: FC Lokomotíva Košice)는 코시체를 연고로 하는 슬로바키아의 축구 클럽이다. 현재는 슬로바키아의 2부 축구 리그인 2. 리가에 참가하고 있다.

## 성적
- 체코슬로바키아 1부 리그 3위 2회 (1951, 1977-78)
- 체코슬로바키아 컵 우승 2회 (1977, 1979)

## 역대 감독
| 감독      | 임기        |
| --------- | ----------- |
| 얀 코자크 | 1993 ~ 1995 |